# Zero Gravity (Kerli)
Zero Gravity è il primo singolo tratto dal secondo album della cantautrice estone Kerli.

## Il singolo
Il singolo è stato pubblicato su iTunes il 20 marzo 2012, mentre il relativo video è stato diffuso dal canale VEVO della cantante il giorno seguente.

## Video
Il video di Zero Gravity è sulla "trasformazione", infatti si alternano molte sequenze e la cantante interpreta tanti ruoli differenti.
Il video si apre con la cantante appesa a testa in giù a un albero come un pipistrello. In seguito due aliene liberano Kerli. Nel ritornello la cantante si trasforma in una dea greca e si alternano scene di Kerli vestita da dea a principessa spaziale. In seguito si vede Kerli ballare con le due aliene intorno a lei. Poi si vede la cantante iniziare a ballare di fronte alla principessa spaziale. Alla fine del balletto la principessa e Kerli uniscono le mani e c'è un'esplosione. Infine c'è Kerli con enormi ali da farfalla e un candido vestito bianco pronunciare l'ultima strofa del ritornello.

## Classifiche
| Classifica (2012)   | Posizione massima |
| ------------------- | ----------------- |
| Stati Uniti (dance) | 6                 |